# Cerotalis
Cerotalis es un género de coleópteros adéfagos de la familia Carabidae. 

## Especies
Relación de especies:
- Cerotalis amabilis Sloane, 1890
- Cerotalis brachypleura Sloane, 1898
- Cerotalis longipes Sloane, 1898
- Cerotalis majuscula (Putzeys, 1868)
- Cerotalis semiviolacea Castelnau, 1867
- Cerotalis substriata Castelnau, 1867
- Cerotalis versicolor Castelnau, 1867